# Тасий
Тасий — предводитель роксоланов, известный в связи с событиями Диофантовой войны конца II века до н. э.
О предводителе роксоланов Тасии известно из сообщения Страбона. Во время Диофантовой войны херсонесцев и понтийцев против скифов Палака Тасий выступил в поддержку последних во главе 50 тысяч своих соплеменников. Как отметили К. А. Аржанов, А. В. Симоненко, В. М. Зубарь, эта цифра, безусловно, завышена и вызывает сомнения, однако союз Тасия и Палака свидетельствует о существовании мирных отношений между роксоланами и скифами. По оценке же Ю. Г. Виноградова, в целом сарматы, к которым относились роксоланы, способные проводить собственную политику, представляли угрозу существованию Скифскому царству. Тасий же мог заключить с Палаком временный альянс, возможно, в обмен на какие-то уступки. В ходе кампании Тасий и Палак потерпели сокрушительное поражение от военачальника Митридата VI Диофанта. Также об этих событиях повествуется в херсонесском декрете, где роксоланы названы ревксиналами. По предположению Н. Н. Лысенко, речь идёт о бастарнском союзе племён. По мнению А. Н. Щеглова, поддержанному Аржановым, это решающее сражение могло произойти в окрестностях Калос-Лимена. С. Б. Ланцов посчитал, что битва случилась на Сакской пересыпи. Затем, видимо, роксоланы ушли обратно, а, по замечанию А. В. Деревянко, после этого античные авторы не сообщают о роксоланах на протяжении полутора веков. По мнению Е. С. Голубцовой и Деревянко, Тасий, видимо, был вождём племени, занявшим свое положение благодаря воинским заслугам, и его полномочия базировались на выборном порядке, характерном для древних обществ. На тот момент, в отличие от более позднего времени, у роксоланов отсутствовало резкое имущественное социальное расслоение.